# Nikolaus Hilling
Nikolaus Hilling (* 27. November 1871 in Niederlangen; † 17. August 1960 in Freiburg im Breisgau) war ein deutscher Kirchenrechtler.

## Leben
Er studierte in Freiburg im Breisgau und Münster. Nach der Priesterweihe 1895 in Osnabrück und der Promotion Die westfälischen Diözesansynoden bis zur Mitte des 13. Jahrhunderts ein Beitrag zur geistlichen Verfassungsgeschichte der Bistümer Münster, Paderborn, Osnabrück und Minden 1898 zum Dr. phil. an der Universität Münster studierte er in Berlin und Freiburg Rechtswissenschaft (1898–1900) und war anschließend 2 Jahre in der Seelsorge tätig (Pfarrverweser in Schwerin, Vikar in Sutthausen und Pfarrverweser in Meppen). Nach dem Dr. theol. 1902 (Die Entstehungsgeschichte der Münsterschen Archidiakonate) in Münster und Dr. iur. utr. in Freiburg wurde er 1904 Vikar an St. Johann (Osnabrück) und noch im gleichen Jahre Pastor von Georgsmarienhütte. Ab 1906 lehrte er als Professor des Kirchenrechts an der Katholisch-Theologischen Fakultät Bonn, 1918 in Freiburg im Breisgau (1937 emeritiert). 1933 wurde Hilling Dekan der Theologischen Fakultät. Am 27. November 1950 wurde er Dr. iur. can. honoris causa der Universität München.
In Freiburg wohnte er in der Tivolistraße 18.

## Schriften (Auswahl)
- Das Sachenrecht des Codex Juris Canonici. Freiburg im Breisgau 1928, OCLC 25022172.
- Der Codex juris canonici. Düsseldorf 1928, OCLC 65638356.
- Die Konkordate. Düsseldorf 1932, OCLC 64423570.
- Kirchliches Rechtsbuch für Ordensfrauen. Kevelaer 1940, OCLC 1100163462.